# Суб'єкт правопорушення
Суб’єкт правопорушення — це особа, яка вчинила правопорушення. Необхідною умовою визначення особи суб’єктом правопорушення є наявність у неї деліктоздатності, тобто закріпленої у законі здатності нести юридичну відповідальність за вчинення правопорушення. Так, повністю неделіктоздатними  є душевнохворі особи, частково — неповнолітні. Рівень деліктоздатності залежить від віку особи, стану її фізичного та психічного здоров’я, посади та інше. Суб’єктами ряду видів правопорушень можуть бути не тільки фізичні особи (люди), а й державні та громадські органи, організації, але вони не завжди можуть визнаватися суб’єктами злочинів.